# 川崎市立子母口小学校
川崎市立子母口小学校（かわさきしりつしぼくちしょうがっこう）は、神奈川県川崎市高津区子母口にある公立小学校。

## 沿革
出典
- 1964年（昭和39年）5月14日 - 橘小学校子母口分校として分離開校。この時点での児童数は、1学年と2学年児童計児童228名、教職員9名。
- 1965年（昭和40年）
  - 4月1日 - 川崎市立子母口小学校として独立開校。この時点での児童数は、1学年・2学年・3学年児童計424名、教職員20名。
  - 6月1日 - 開校記念式典挙行。
  - 10月3日 - 校歌制定。
- 1966年（昭和41年）1月18日 - 校章制定。
- 1969年（昭和44年）4月1日 - 久末小学校独立分離。
- 1970年（昭和45年）
  - 2月20日 - 体育館新築落成。
  - 7月31日 - プール新設工事落成。
- 1975年（昭和50年）6月1日 - 創立10周年記念式典挙行。
- 1982年（昭和57年）4月1日 - 障害児学級を開設。
- 1985年（昭和60年）11月16日 - 創立20周年記念式典挙行。
- 1994年（平成6年）6月8日 - 子母口小・東橘中合築体育館落成式挙行。
- 1995年（平成7年）1月4日 - 創立30周年記念式典挙行。
- 2003年（平成15年）3月31日 - 増築校舎（D棟）落成。
- 2004年（平成16年）11月13日 - 創立40周年記念わくわくワールド開催。創立40周年記念式典挙行。
- 2013年（平成25年）4月1日 - 仮設校舎運用開始。
- 2015年（平成27年）
  - 8月25日 - 子母口小・東橘中合同校舎運用開始。
  - 11月21日 - 創立50周年記念式典挙行。
- 2016年（平成28年）
  - 9月9日 - 子母口小・東橘中合同校庭運用開始。
  - 11月26日 - 子母口小・東橘中合築新校舎落成記念式典挙行。

## 教育目標
心ゆたかなたくましい子を育てる
- 考える子
- ねばり強い子
- 思いやりのある子
- たくましい子

## 通学区域
出典
- 高津区
  - 明津
  - 蟹ヶ谷
  - 子母口
  - 子母口富士見台

## 進学先中学校
公立中学校に進学する場合
出典
- 川崎市立東橘中学校

## 学校周辺
- 川崎市立東橘中学校 - 同一建物内で、主な進学先中学校。
- 神奈川県道14号鶴見溝ノ口線 - 川崎市営バス路線が通る県道。
- 橘公園
- 川崎市西部公園管理事務所
- 矢上川
- 川崎市立蟹ヶ谷保育園
- 神奈川県道106号子母口綱島線 - 東急バス路線が通る県道。

## アクセス
- 川崎市営バス「城11」・「川68」・「杉03」・「杉04」・「杉10」・「溝06」・「溝21」・「溝23」・「溝25」・「鷺02」の各系統で、「子母口小学校入口」バス停より、
  - 1番ポール[4]から、徒歩約125m・約2分。
  - 2番ポール[5]から、徒歩約165m・約数分。
- 東急バス「城01」・「溝22」の各系統で、「子母口住宅前」バス停より、
  - 1番ポール[6]から、徒歩約565m・約9分。
  - 2番ポール[7]から、徒歩約500m・約8分。
    - なお、各鉄道駅・施設から、各バス停までの所要時間については、各運行会社のホームページを確認するか、担当営業所まで電話にて要問合せ。